# Tipula (Labiotipula) macrolabis
Tipula (Labiotipula) macrolabis is een tweevleugelige uit de familie langpootmuggen (Tipulidae). De soort komt voor in het Palearctisch en Nearctisch gebied.